# Oumar Niasse
El Hadji Baye Oumar Niasse (Ouakan, Dakar, Senegal, 18 de abril de 1990) es un futbolista senegalés que juega de delantero en el Macclesfield F. C. de la Northern Premier League.
Es internacional absoluto con la selección de Senegal.

## Trayectoria

### Ouakam
Niasse comenzó su carrera en el club de su barrio, el US Ouakam en la segunda división de su país. Firmó su primer contrato profesional con el club en 2008 y en la temporada 2008-09 ayudó a su equipo a ganar la segunda división anotando 21 goles. Jugando de extremo, Niasse fue parte de la obtención del título de la Liga senegalesa de fútbol en 2011.
Niasse se fue a prueba al Brann de Noruega en febrero de 2012, y firmó un préstamo por seis meses. Regresó a Senegal luego de jugar tres encuentros.

### Akhisar Belediyespor
Se unió al Akhisar Belediyespor de la Süper Lig turca en agosto de 2013. Anotó un gol en su debut y terminó la temporada con un registro de 15 goles.

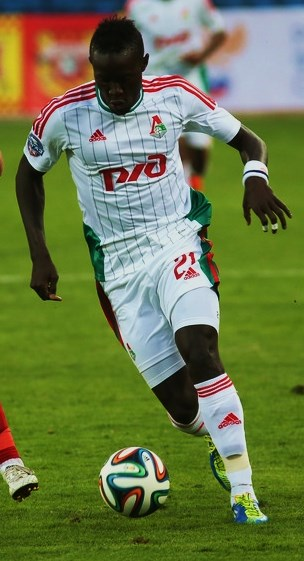
Niasse por Lokomotiv contra Arsenal Tula.

### Lokomotiv Moscú
Fichó por el Lokimotiv Moscú de Rusia en julio de 2014 en una transferencia de 5,5 millones de euros. Anotó el gol del empate en la final de la Copa de Rusia ante el Kuban Krasnodar el 21 de mayo de 2015, donde el Lokomotiv ganó por 3-1 en el tiempo extra.

### Experiencia en la Premier League
Niasse llegó al Everton de la Premier League el 1 de febrero de 2016 por una transferencia de aproximadamente £13.5 millones, firmando un contrato por cuatro años y medio. Debutó en el club de Liverpool el 20 de febrero de 2016 contra el AFC Bournemouth, cuando entró en el minuto 80 por Romelu Lukaku.
En octubre de 2016 fue puesto en el equipo sub-23 del Everton.
El 13 de enero de 2017 fue prestado al Hull City hasta el término de la temporada 2016-17, con una opción de compra de £10 millones. Debutó al día siguiente en la victoria en casa por 3-1 contra el AFC Bournemouth. Su primer gol con el Hull, y en la English Football League, llegó el 26 de enero en la semifinal de la EFL Cup ante el Manchester United. El Hull City ganó por 2-1, pero perdió 3-2 en el global.
Anotó su primer gol en la Premier League en la victoria por 2-0 frente al Liverpool el 4 de febrero. El  Hull ese año descendió a la Championship, y al final de la temporada el club descartó la opción de compra del jugador senegalés.
A su regreso al Everton, el entrenador Ronald Koeman puso al jugador en su escuadra para competir en la Premier League, sin embargo no fue incluido para la Liga Europea de la UEFA. El 23 de septiembre anotó dos goles al AFC Bounemouth, dando la victoria por 2-1.
El 18 de enero de 2019 el Cardiff City hizo oficial su incorporación como cedido hasta final de temporada.
El 25 de junio de 2020 el conjunto de Liverpool anunció que abandonaría la entidad a final de mes una vez finalizara su contrato. Desde entonces estuvo varios meses sin equipo, hasta que el 26 de marzo de 2021 se comprometió con el Huddersfield Town A. F. C. para lo que restaba de temporada. Abandonó el club una vez esta terminó, y tras pasar nuevamente un tiempo sin contrato, en febrero de 2022 firmó con el Burton Albion F. C. Dejó el club al término de la temporada 2021-22 y volvió a estar como agente libre hasta su fichaje por el Morecambe F. C. en marzo de 2023, donde compitió lo que quedaba de campaña. Su siguiente destino fue el Macclesfield F. C. al que se incorporó en noviembre.

## Selección nacional
Su primera llamada a la selección de Senegal fue en enero de 2013. Debutó el 15 de enero en un amisto contra Chile donde perdieron por 2-1 en La Serena.
Anotó su primer gol para Senegal el 25 de mayo de 2015 en la victoria por 3-1 a Kosovo en el Stade de Genève.

#### Goles internacionales
Actualizado hasta el 11 de julio de 2018.
| Goles internacionales | Goles internacionales | Goles internacionales                | Goles internacionales | Goles internacionales | Goles internacionales | Goles internacionales                                   | Goles internacionales |
| #                     | Fecha                 | Estadio                              | Local                 | Resultado             | Goles                 | Competición                                             |                       |
| --------------------- | --------------------- | ------------------------------------ | --------------------- | --------------------- | --------------------- | ------------------------------------------------------- | --------------------- |
| 1                     | 25 de mayo de 2014    | Stade de Genève, Ginebra             | Kosovo                | 3 – 1                 |                       | Amistoso                                                |                       |
| 2                     | 26 de marzo de 2016   | Estadio Léopold Sédar Senghor, Dakar | Niger                 | 2 – 0                 |                       | Clasificación para la Copa Africana de Naciones de 2017 |                       |

## Estadísticas

### Clubes
Actualizado al último partido disputado el 7 de mayo de 2023.
| S. K. Brann · Noruega                 | 1.ª           | 2012          | 3   | 0  | 1  | 0 | — | — | 4   | 0  |
| S. K. Brann · Noruega                 | Total club    | Total club    | 3   | 0  | 1  | 0 | — | — | 4   | 0  |
| Akhisar Belediyespor Turquía          | 1.ª           | 2013-14       | 34  | 12 | 6  | 3 | — | — | 40  | 15 |
| Akhisar Belediyespor Turquía          | Total club    | Total club    | 34  | 12 | 6  | 3 | — | — | 40  | 15 |
| F. C. Lokomotiv Moscú · Rusia         | 1.ª           | 2014-15       | 13  | 4  | 4  | 2 | 2 | 0 | 19  | 6  |
| F. C. Lokomotiv Moscú · Rusia         | 1.ª           | 2015-16       | 15  | 8  | 2  | 1 | 6 | 4 | 23  | 13 |
| F. C. Lokomotiv Moscú · Rusia         | Total club    | Total club    | 28  | 12 | 6  | 3 | 8 | 4 | 42  | 19 |
| Everton F. C. Inglaterra              | 1.ª           | 2015-16       | 5   | 0  | 2  | 0 | — | — | 7   | 0  |
| Everton F. C. Inglaterra              | 1.ª           | 2016-17       | 0   | 0  | 0  | 0 | 0 | 0 | 0   | 0  |
| Hull City A. F. C. Inglaterra         | 1.ª           | 2016-17       | 17  | 4  | 2  | 1 | — | — | 19  | 5  |
| Hull City A. F. C. Inglaterra         | Total club    | Total club    | 17  | 4  | 2  | 1 | — | — | 19  | 5  |
| Everton F. C. Inglaterra              | 1.ª           | 2017-18       | 22  | 8  | 3  | 1 | — | — | 25  | 9  |
| Everton F. C. Inglaterra              | 1.ª           | 2018-19       | 5   | 0  | 2  | 0 | — | — | 7   | 0  |
| Cardiff City F. C. Gales              | 1.ª           | 2018-19       | 13  | 0  | —  | — | — | — | 13  | 0  |
| Cardiff City F. C. Gales              | Total club    | Total club    | 13  | 0  | —  | — | — | — | 13  | 0  |
| Everton F. C. Inglaterra              | 1.ª           | 2019-20       | 3   | 0  | 0  | 0 | — | — | 3   | 0  |
| Everton F. C. Inglaterra              | Total club    | Total club    | 35  | 8  | 7  | 1 | 0 | 0 | 42  | 9  |
| Huddersfield Town A. F. C. Inglaterra | 2.ª           | 2020-21       | 0   | 0  | —  | — | — | — | 0   | 0  |
| Huddersfield Town A. F. C. Inglaterra | Total club    | Total club    | 0   | 0  | 0  | 0 | 0 | 0 | 0   | 0  |
| Burton Albion F. C. Inglaterra        | 3.ª           | 2021-22       | 12  | 3  | —  | — | — | — | 12  | 3  |
| Burton Albion F. C. Inglaterra        | Total club    | Total club    | 12  | 3  | 0  | 0 | 0 | 0 | 12  | 3  |
| Morecambe F. C. Inglaterra            | 3.ª           | 2022-23       | 10  | 1  | —  | — | — | — | 10  | 1  |
| Morecambe F. C. Inglaterra            | Total club    | Total club    | 10  | 1  | 0  | 0 | 0 | 0 | 10  | 1  |
| Total carrera                         | Total carrera | Total carrera | 152 | 40 | 22 | 8 | 8 | 4 | 182 | 52 |
| 1. 2.                                 |               |               |     |    |    |   |   |   |     |    |

### Selección nacional
Actualizado al último partido disputado el 11 de junio de 2018.
| Selección | Año   | P J | Goles |
| --------- | ----- | --- | ----- |
| Senegal   | 2013  | 4   | 0     |
| Senegal   | 2014  | 1   | 2     |
| Senegal   | 2015  | 1   | 0     |
| Senegal   | 2016  | 2   | 1     |
| Senegal   | 2018  | 1   | 0     |
| Total     | Total | 9   | 3     |

## Palmarés
| Título                    | Club            | País    | Año     |
| ------------------------- | --------------- | ------- | ------- |
| Segunda Liga de Senegal   | U. S. Ouakam    | Senegal | 2009    |
| Liga senegalesa de fútbol | U. S. Ouakam    | Senegal | 2011    |
| Copa de Rusia             | Lokomotiv Moscú | Rusia   | 2014-15 |